# Radiohead
Radiohead je britanski rock sastav iz Abingdona, Oxfordshirea osnovan 1985. godine. Skupinu čine Thom Yorke (vokali, gitara, klavir, klavijature), braća Jonny (solo gitara, klavijature, ostala glazbala) i Colin Greenwood (bas-gitara), Ed O'Brien (gitara, prateći vokali) i Philip Selway (bubnjevi, udaraljke). Od 1994. godine surađuju s producentom Nigelom Godrichem i umjetnikom Stanleyjem Donwoodom.
Nakon što je 1991. godine potpisao ugovor s diskografskom kućom, Radiohead je 1992. objavio svoj singl prvijenac, "Creep". Postao je hit širom svijeta nakon objave debitantskog albuma Pablo Honey, koji je izašao 1993. godine. Popularnost i pohvale kritičara počeli su rasti u Ujedinjenom Kraljevstvu nakon objave drugog albuma, The Bendsa, 1995. godine. Treći je album, OK Computer (iz 1997.), učinio skupinu svjetski poznatom; značajan zbog svoje složene produkcije i tematike suvremenog otuđenja, često ga se smatra jednim od najvažnijih albuma koji su obilježili 1990-te i jednim od najboljih albuma popularne glazbe. Sljedeći su albumi sastava, Kid A (iz 2000.) i Amnesiac (iz 2001.), koji su bili snimljeni u isto vrijeme, označili drastičnu promjenu u stilu zbog utjecaja eksperimentalne elektroničke glazbe, klasične glazbe iz 20. stoljeća, krautrocka i džeza. Kid A podijelio je slušatelje, ali su ga Rolling Stone, Pitchfork i Times proglasili najboljim albumom desetljeća.
Radioheadov je šesti album, Hail to the Thief (iz 2003.), spojio rock i elektroničku glazbu s tekstovima koje je inspirirao Rat protiv terorizma te je bio posljednji album skupine koji je objavio EMI. Kasniji su uradci popularizirali alternativne platforme za objavu poput pay-what-you-wanta (plati-onoliko-koliko-želiš) i BitTorrenta; Radiohead je samostalno objavio svoj sedmi album, In Rainbows (iz 2007.), u inačici za preuzimanje s interneta koju su kupci mogli platiti po cijeni koju su htjeli te je album postigao kritički uspjeh, kao i uspjeh na ljestvicama. Osmi album,The King of Limbs (iz 2011.), koji je karakteriziralo istraživanje ritma, nastao je obilnim korištenjem lupinga i sempliranja. A Moon Shaped Pool (iz 2016.) uglavnom je sadržavao orkestralne aranžmane Jonnyja Greenwooda.
Radiohead je do 2011. godine prodao više od 30 milijuna albuma širom svijeta. Njegov glazbeni opus rangira se visoko i u anketama slušatelja i u kritičarskim listama najbolje glazbe iz 1990-ih i 2000-ih. Godine 2005. Rolling Stone postavio ga je na 73. mjesto popisa "Najboljih izvođača svih vremena"; Jonny Greenwood i O'Brien pojavili su se na Rolling Stoneovom popisu najboljih gitarista, a Yorke na popisu najboljih pjevača. Godine 2009. čitatelji Rolling Stonea odabrali su Radiohead kao drugi najbolji sastav iz 2000-ih. Godine 2017. bio je nominiran za uvrštavanje u Rock and Roll Hall of Fame u svojoj prvoj godini kvalifikacije.

## Povijest

### 1985. – 1992.: Osnivanje i prve godine
Članovi Radioheada upoznali su se u Abingdon Schoolu, privatnoj školi za dječake u Abingdonu, Oxfordshireu. Gitarist i pjevač Thom Yorke te basist Colin Greenwood pohađali su istu godinu, gitarist Ed O'Brien i bubnjar Philip Selway bili su na višoj, a multiinstrumentalist Jonny Greenwood, Colinov brat, bio je na dvije godine nižoj od Yorkea i brata. Godine 1985. osnovali su On a Friday, čije se ime odnosilo na uobičajeni dan proba sastava u školskoj glazbenoj učionici. Jonny se posljednji pridružio grupi te je u početku svirao harmoniku i kasnije klavijature, ali je ubrzo postao glavni gitarist; prethodno je bio u drugoj skupini, Illiterate Hands, s glazbenikom Nigelom Powellom i Yorkeovim bratom Andyjem Yorkeom. Prema Colinovim riječima članovi sastava izabrali su svoja glazbala više zbog toga što su željeli svirati zajedno nego zbog interesa u određena glazbala: "Bio je to kolektivniji način pogleda na stvari. Ako ste mogli pripomoći tako što je netko drugi mogao svirati vaš instrument, onda je to bilo vrlo fora." Jednom je prilikom On a Friday činila i skupina saksofonista.
Grupi se nije sviđala stroga školska atmosfera—ravnatelj ju je jednom kaznio zbog korištenja učionice za probe u subotu—i pritajila se u školskom glazbenom odjeljku. Članovi su izjavili kako ih je njihov učitelj glazbene kulture upoznao s džezom, filmskom glazbom, poslijeratnom avangardnom glazbom i klasičnom glazbom 20. stoljeća. Krajem 1980-ih u Oxfordshireu i Thames Valleyju postojala je aktivna scena indie glazbe, ali se ona uglavnom bavila shoegazing skupinama poput Ridea i Slowdivea.
Iako su svi članovi osim Jonnyja do 1987. godine napustili Abingdon kako bi studirali, On a Friday nastavio je održavati probe tijekom vikenda i praznika. Na Ekstereskom je sveučilištu Yorke svirao sa sastavom Headless Chickens i s njime izvodio pjesme među kojima će se nalaziti budući Radioheadov materijal te je upoznao umjetnika Stanleyja Donwooda, koji će kasnije stvarati naslovnice za skupinu. On a Friday ponovno se okupio 1991. godine, dijeleći kuću na rubu Magdalen Roada i Ridgefield Roada u Oxfordu.
On a Friday nastavio je svirati u Oxfordu i Jericho Tavernu, a diskografske kuće i producenti počeli su se zanimati za grupu. Chris Hufford, Slowdiveov producent i suvlasnik oksfordskog studija Courtyard Studios, otišao je na rani nastup On a Fridaya u Jericho Tavern. Impresioniran, on i njegov partner, Bryce Edge, snimili su demouradak i postali menadžeri On a Fridaya; i dan-danas su Radioheadovi menadžeri. Koncem 1991. godine, nakon što su se Colin i Keith Wozencroft, predstavnik EMI-jevog A&R odsjeka, slučajno sreli u Our Priceu, prodavaonici albuma u kojoj je Colin radio, On a Friday potpisao je ugovor za snimanje šest albuma s EMI-jem. Skupina je promijenila ime prema zahtjevu kuće; naziv "Radiohead" preuzet je iz pjesme "Radio Head" s albuma True Stories Talking Headsa iz 1986. godine.

### 1992. – 1994.: "Creep",Pablo Honeyi rani uspjeh
Radiohead je svoj debitantski uradak, EP Drill, snimio s Chrisom Huffordom i Bryceom Edgeom u studiju Courtyard Studios. Objavio ga je u svibnju 1992. godine, ali nije postigao uspjeh na ljestvicama. Skupina je kao producente za svoj debitantski album odabrala Paula Kolderieja i Seana Sladea, koji su radili s američkim indie skupinama Pixies i Dinosaur Jr. Snimanje albuma kratko je trajalo te se odvijalo tijekom 1992. godine u oksfordskom studiju. Nakon objave singla "Creep" kasnije te godine britanski se glazbeni tisak počeo zanimati za Radiohead, iako ne na posve pozitivan način; NME ga je opisao kao "kukavičku izliku za rock sastav", a BBC Radio 1 odbacio je "Creep" jer ga je smatrao "predepresivnim".
Radiohead je objavio svoj album prvijenac, Pablo Honey, u veljači 1993. godine. Našao se tek na 22. mjestu britanskih ljestvica jer "Creep" i naknadni singlovi "Anyone Can Play Guitar" te "Stop Whispering" nisu postali hitovi. "Pop Is Dead", singl koji se nije pojavio na albumu, također se loše prodavao; O'Brien je kasnije izjavio da je ta skladba bila "odvratna pogreška". Neki su kritičari usporedili rani stil skupine s valom grungea koji je bio popularan početkom 1990-ih, nazvavši ju "slabijom Nirvanom", te Pablo Honey nije postigao kritički ni komercijalni uspjeh u vrijeme svoje izvorne objave.
Početkom 1993. Radiohead je počeo privlačiti slušatelje iz drugih područja. "Creep" je često na izraelskom radiju reproducirao utjecajni DJ Yoav Kutner te je u ožujku, nakon što je u toj državi pjesma postala hit, Radiohead bio pozvan u Tel Aviv da održi svoj prvi koncert u inozemstvu. Otprilike u to je vrijeme KITS, alternativna radijska postaja u San Franciscu, dodao  "Creep" na svoj popis za reprodukciju. Ubrzo su i druge radijske postaje na zapadnoj obali SAD-a slijedile taj primjer. Kad je Radiohead započeo svoju prvu sjevernoameričku turneju u lipnju 1993. godine, glazbeni spot za "Creep" već se često bio prikazivao na MTV-ju. Pjesma se popela na drugo mjesto američke ljestvice modernog rocka, našla se na nižim mjestima pop ljestvice Top 40 i pojavila se na sedmom mjestu britanske ljestvice singlova kad ju je u rujnu EMI ponovno objavio u Ujedinjenom Kraljevstvu.
Članovi sastava izjavili su kako im je bilo teško prilagoditi se turneji i da su, kad se približavala kraju, "još uvijek svirali iste pjesme koje su snimili dvije godine prije ... kao da je vrijeme stalo", a željeli su raditi na novim skladbama.

### 1994. – 1995.:The Bends, priznanje kritičara i rastući broj obožavatelja
Radiohead je počeo raditi na drugom albumu 1994. godine s Johnom Leckiejem, producentom veteranom Abbey Road Studiosa. Napetost je bila velika zbog rastućih očekivanja da se ponovo dostigne uspjeh "Creepa". Snimanje u studiju počelo se doimati neprirodno jer je grupa toliko puta izvježbala materijal da joj je postao formulaičan. Tražeći promjenu krajolika sastav je otišao na turneju u istočnu Aziju, Australaziju i Meksiko te se ohrabrio izvodeći nove pjesme uživo. Međutim, zabrinut zbog svoje novostečene slave, Yorkea je razočaralo što se nalazio "na opasnom dijelu seksualnog, provokativnog, MTV-jevog načina života koji zapinje za oko" za koji je smatrao da pomaže prodavati svijetu.
EP i singl My Iron Lung, objavljeni 1994. godine, bili su Radioheadova reakcija te su označili odmak prema većoj složenosti kojoj je težio na svojem drugom albumu. Tad je prvi put radio sa svojim budućim producentom Nigelom Godrichem, koji je tad bio Leckiejev inženjer zvuka. Bila je to i prva Radioheadova suradnja s umjetnikom Stanleyjem Donwoodom, koji je otad počeo izrađivati sve njegove naslovnice. Potpomognuta reprodukcijom alternativnih radiostanica, prodaja My Iron Lunga bila je bolja od očekivanog te je prvi put sugerirala da je sastav pronašao predanu skupinu obožavatelja i da nije bio one-hit wonder.
Nakon što je na turneji predstavio nekoliko novih pjesama, Radiohead je završio snimanje drugog albuma krajem godine i objavio The Bends u ožujku 1995. godine. Albumom su upravljali gusti rifovi i eterične atmosfere koje su stvarali trojica gitarista grupe te su klavijature bile prisutnije nego na prvijencu. Dobio je pozitivnije kritike za strukture pjesama i izvedbe. Iako se na Radiohead gledalo kao na autsajdera u sceni Britpopa koja je u to vrijeme vladala glazbenim medijima, s The Bendsom je naposljetku postigao uspjeh u svojoj domovini jer su se singlovi "Fake Plastic Trees", "High and Dry", "Just" i "Street Spirit (Fade Out)" probili do visokih mjesta na ljestvicama; "Street Spirit" prvi je put uvrstio Radiohead u top pet.
Radiohead je 1995. ponovo otišao na turneju po Sjevernoj Americi i Europi, ovaj put kako bi podržao R.E.M., skupinu koja je bila jedna od njegovih glavnih uzora i, u to vrijeme, jedna od najpoznatijih rock grupa u svijetu. Radiohead je bio na rubu raspada sve dok napetosti unutar sastava nisu bile riješene u Meksiku. Uzbuđenje koje su stvorili poznati obožavatelji poput R.E.M.-ovog pjevača Michaela Stipea i karakteristični glazbeni spotovi za pjesme "Just" i "Street Spirit" pomogli su zadržati Radioheadovu popularnost izvan Ujedinjenog Kraljevstva. Radioheadov su turnejski kombi i sva njegova glazbena oprema bili ukradeni noć prije zakazanog nastupa u Denveru, Koloradu. Yorke i Jonny Greenwood održali su ogoljeni akustični koncert uz pomoć unajmljenih glazbala, a nekolicina je nastupa bila otkazana. Godine 2015. Greenwoodu je bila vraćena jedna od ukradenih gitara nakon što ju je obožavatelj prepoznao sjetivši se da ju je kupio u Denveru tijekom 1990-ih.
"High and Dry" postao je hit, ali Radioheadov rastući krug obožavatelja nije bio dovoljno velik da bi se ponovio svjetski uspjeh "Creepa". The Bends se našao na 88. mjestu američke ljestvice albuma te ostaje Radioheadova najniža pozicija na toj ljestvici. Ipak, Radiohead je bio zadovoljan prihvaćenošću albuma. Jonny Greenwood izjavio je: "Mislim da je došlo do zaokreta oko devet ili dvanaest mjeseci nakon što je The Bends bio objavljen i nakon što se počeo pojavljivati u anketama za najbolje albume krajem godine. Tad smo počeli vjerovati da smo učinili dobru stvar time što smo u sastavu." U naknadnim se godinama The Bends pojavio na popisima najboljih albuma svih vremena raznih časopisa, kao i u Rolling Stoneovoj listi "500 najboljih albuma svih vremena" iz 2012. godine gdje je zauzeo 111. mjesto.

### 1995. – 1998.:OK Computeri kritičko priznanje
Krajem 1995. Radiohead je već bio snimio jednu pjesmu koja će se pojaviti na njegovom sljedećem albumu. Objavljen kao singl kako bi podržao album The Help Album dobrotvorne udruge  War Child, "Lucky" je bio snimljen u kratkoj sesiji s Nigelom Godrichem, mladim inženjerom zvuka koji je pomagao skupini na The Bendsu i bio producent B-strane "Talk Show Host" iz 1996. godine. Sastav je odlučio samostalno producirati svoj sljedeći album s Godrichem te je započeo s radom početkom 1996. godine. Do srpnja je snimio četiri skladbe u Canned Applauseu, svojem studiju za probe koji je prethodno služio kao koliba za jabuke na selu u blizini Didcota u Oxfordshireu.
U kolovozu 1996. godine Radiohead je otišao na turneju kao predgrupa Alanis Morissette. Nastavio je sa snimanjem, ali ne u studiju, već u St. Catherine's Courtu, vili iz 15. stoljeća u blizini Batha. Sesije su protekle mirno, sastav je svirao tijekom svih dnevnih sati, snimao je u različitim sobama i slušao Beatlese, DJ Shadowa, Ennija Morriconea i Milesa Davisa za nadahnuće.
Radiohead je objavio svoj treći album, OK Computer, u lipnju 1997. godine. Na albumu je eksperimentirao sa strukturama pjesama i predstavio utjecaje ambijentalne, avangardne i elektroničke glazbe, natjeravši Rolling Stone da album nazove "zapanjujućim art-rock tour de forceom". Radiohead je negirao pripadnost žanru progresivnog rocka, ali su recenzenti počeli uspoređivati njegov rad s onim Pink Floyda, grupe čiji je rad iz 1970-ih tada utjecao na Greenwoodove gitarističke dionice. Neki su OK Computer tematski usporedili s The Dark Side of the Moonom (iz 1973.), Floydovim najprodavanijim uratkom, iako je Yorke komentirao da su tekstovi na albumu bili promatranjem "brzine" svijeta u 1990-ima. Yorkeovi su tekstovi, utjelovljujući različite likove, govorili o onome što je jedan časopis nazvao "bluesom kraja tisućljeća" za razliku od intimnijih tekstova na The Bendsu. Prema riječima novinara Alexa Rossa članovi skupine postali su "dečki s postera za određenu vrstu svjesnog otuđenja—kao što su Talking Heads i R.E.M. bili prije njih". OK Computer bio je kritički priznat. Yorke je komentirao da ga je "oduševilo da je dobio takvu reakciju. Nitko od nas nije jebeno znao je li [album] bio dobar ili loš. Ono što me posve šokiralo je to da su ljudi razumjeli sve stvari, sve teksture i zvukove i atmosfere koje smo pokušali stvoriti."
OK Computer bio je prvi Radioheadov album koji se našao na prvom mjestu britanske ljestvice albuma i koji je bio komercijalno uspješan širom svijeta. Iako je njegova najviša pozicija na američkim ljestvicama bila na 21. mjestu, album je na koncu bio prepoznat u tamošnjoj glavnoj struji; s njim je Radiohead osvojio nagradu Grammy za najbolji album alternativne glazbe i zaradio nominaciju za album godine. "Paranoid Android", "Karma Police" i "No Surprises" bili su objavljeni kao singlovi s albuma, od kojih je "Karma Police" bio najuspješniji diljem svijeta. OK Computer počeo se često pojavljivati na britanskim popisima "best-of" albuma. Iste je godine Radiohead postao jednom od prvih skupina na svijetu koja je imala internetsku stranicu te je stekao mnogo posvećenih obožavatelja na internetu; samo nekoliko godina kasnije pojavilo se na desetke obožavateljskih stranica posvećenih skupini.
Nakon OK Computera uslijedila je jednogodišnja svjetska turneja "Against Demons" tijekom koje je Radiohead prvi put nastupio kao glavni izvođač na glastonburyjskom festivalu 1997. godine. Unatoč tehničkim poteškoćama koje su skoro natjerala Yorkea da napusti pozornicu, nastup je bio pohvaljen te je cementirao Radioheadovu reputaciju glavnih koncertnih izvođača. Grant Gee, redatelj spota za pjesmu "No Surprises", snimio je sastav na turneji za dokumentarni film Meeting People Is Easy iz 1999. godine. Film prikazuje nezadovoljstvo sastava s glazbenom industrijom i tiskom, kao i njegovu iscrpljenost tijekom turneje.

### 1998. – 2002.:Kid A,Amnesiaci promjena u stilu
Radiohead je 1998. godine javno nastupio samo na koncertu Amnesty Internationala u Parizu. U ožujku je te godine sastav ušao u Abbey Road Studios s Godrichem kako bi za film Osvetnici snimio pjesmu "Man of War", ali nije bio zadovoljan rezultatima i pjesma je ostala neobjavljena. Yorke je to doba opisao "pravom niskom točkom"; postao je depresivan i skupina se skoro raspala.
Početkom 1999. Radiohead je počeo raditi na svojem idućem albumu. Iako je uspjeh OK Computer značio da više ne postoji nikakav pritisak ili krajnji rok koji bi mu njegova diskografska kuća odredila, napetost je bila visoka. Članovi sastava različito su zamišljali Radioheadovu budućnost i Yorke je doživio autorsku blokadu, što ga je inspiriralo da napiše apstraktnije i fragmentiranije skladbe. Radiohead se osamio s Godrichem u studijima u Parizu, Kopenhagenu, Gloucesteru i nedavno dovršenom studiju u Oxfordu. Članovi su se na koncu dogovorili oko novog glazbenog smjera, redefinirajući svoje instrumentalističke uloge. Snimanje albuma bilo je dovršeno u travnju 2000. godine nakon gotovo 18 mjeseci.
Radiohead je u listopadu 2000. objavio svoj četvrti album, Kid A, prvi od dva albuma koji je nastao tijekom tih snimateljskih sesija. Kao odmak od OK Computera Kid A je sadržavao minimalistički i teksturirani stil s raznolikijom instrumentacijom, uključujući ondes Martenot, programirane elektroničke beatove, gudačke instrumente i džezističke trube. U mnogim se državama našao na prvom mjestu, kao i SAD-u, gdje je postao prvi album skupine koji je debitirao na prvom mjestu Billboardove ljestvice te prvi album britanske skupine koja se pojavila na prvom mjestu američke ljestvice još od Spice Girlsa 1996. godine. Ovaj se uspjeh pripisao raznim stvarima; marketingu, neslužbenoj objavi na Napsteru (stranici za razmjenu podataka) nekoliko mjeseci prije službenog izlaska i prethodnom iščekivanju djelomično utemeljenom na uspjehu OK Computera. Iako Radiohead nije objavio nijedan singl s albuma, promotivne snimke skladbi "Optimistic" i "Idioteque" bile su puštane na radijskim postajama, a serijal "blipova", kratkih videozapisa koji su se reproducirali uz dijelove pjesama, bio je prikazivan na glazbenim programima te besplatno objavljen na internetu. Inspiriran antiglobalizacijskom knjigom No Logo Naomi Klein, Radiohead je 2000. godine nastavio europsku turneju u posebno oblikovanom šatoru bez reklamiranja; također je podržao Kid A trima rasprodanim koncertima u sjevernoameričkim kazalištima.
Kid A početkom je 2001. godine osvojio nagradu Grammy za najbolji alternativni album i zadobio nominaciju za album godine. Dobio je pohvale i kritike u krugovima indie glazbe zbog prisvajanja podzemnih stilova glazbe; neki su britanski recenzenti glavne struje opisali Kid A "komercijalnim oproštajnim pismom", nazvali ga "namjerno teškim" te su priželjkivali da se sastav vrati svojem ranijem stilu. Radioheadovi su obožavatelji bili jednako podijeljeni; mnoge je album odbio ili zbunio, ali mnogi su smatrali i da je to najbolji album skupine. Yorke je negirao da je Radiohead pokušao izbjeći komercijalna iščekivanja, izjavivši: "Ne pokušavamo biti komplicirani ... Samo pokušavamo komunicirati, ali izgleda da smo negdje usred procesa jednostavno naljutili mnogo ljudi ... Ono što činimo nije tako radikalno." Otad su album mnogi časopisi, među kojima su Time i Rolling Stone, proglasili jednim od najboljih nosača zvuka svih vremena; Pitchfork, The Times i Rolling Stone proglasili su ga najboljim albumom desetljeća.
Radioheadov je peti album, Amnesiac, bio objavljen u lipnju 2001. godine. Sadržavao je dodatne skladbe koje su nastale tijekom sesija za Kid A, ali i jednu pjesmu snimljenu nakon objave Kid A-a, "Life in a Glasshouse", na kojoj je svirao Humphrey Lyttelton Band. Radiohead je naglasio da Amnesiac nije kolekcija B-strana ili "preostalih pjesama" s Kid A-a, već punokrvni album. Debitirao je na prvom mjestu britanske ljestvice albuma, popeo se na drugo mjesto u SAD-u te je bio nominiran za nagrade Grammy i Mercury Prize. Radiohead je pošao na svjetsku turneju i posjetio Sjevernu Ameriku, Europu i Japan. "Pyramid Song" i "Knives Out", Radioheadovi prvi singlovi od 1998. godine, bili su uglavnom uspješni. I Might Be Wrong: Live Recordings, objavljen u studenom 2001. godine, sadrži izvedbe sedam skladbi s albuma Kid A i Amnesiac te prethodno neobjavljenu akustičnu pjesmu "True Love Waits".

### 2002. – 2004.:Hail to the Thief,napuštanje EMI-ja i samostalni rad
Radiohead je u srpnju i kolovozu 2002. godine bio na turneji u Portugalu i Španjolskoj te svirao nekolicinu novih pjesama. Za svoj je sljedeći album sastav želio istražiti napetost između ljudske glazbe i glazbe izrađene pomoću strojeva te mu je želio dati koncertniji zvuk. Grupa i Godrich snimili su veći dio materijala u dva tjedna u studiju Ocean Way Recording u Los Angelesu, a ostatak je albuma bio snimljen u Oxfordu početkom iduće godine. Skupina je izjavila da je snimanje prošlo opušteno za razliku od napetih sesija u vrijeme albuma Kid A i Amnesiac.

Radioheadov šesti album, Hail to the Thief, bio je objavljen u lipnju 2003. godine. Njegovi tekstovi pjesama bili su nadahnuti onime što je Yorke nazvao "općenitim osjećajem neznanja i netolerancije i panike i gluposti" nakon što je 2000. godine George W. Bush bio izabran za američkog predsjednika. Internetska stranica radiohead.tv služila je za promidžbu albuma te su se na njoj prikazivali kratki filmovi, glazbeni spotovi i webcastovi iz studija koji su se prikazivali u određeno vrijeme. Hail to the Thief našao se na prvom mjestu u Ujedinjenom Kraljevstvu i trećem mjestu ljestvice Billboard te je na koncu dobio platinastu nakladu u Ujedinjenom Kraljevstvu i zlatnu nakladu u SAD-u. Singlovi "There There", "Go to Sleep" i "2 + 2 = 5" često su bili puštani na radiopostajama  modernog rocka. Na dodjeli nagrada Grammy 2003. godine Radiohead je ponovo bio nominiran za najbolji alternativni album, dok su producent Godrich i inženjer Darrell Throp osvojili Grammy za najbolje produciran album. Radiohead je u svibnju 2003. krenuo na svjetsku turneju te je po drugi put bio glavni izvođač na glastonburyjskom festivalu. Turneja je završila u svibnju 2004. godine nastupom na festivalu Coachella u Kaliforniji. Com Lag (2plus2isfive), kompilacija B-strana Hail to the Thiefa, remikseva i koncertnih nastupa, bila je objavljena u travnju 2004. godine.
Radioheadov je ugovor s EMI-jem za objavu šest albuma istekao objavom Hail to the Thiefa. Godine 2006. The New York Times opisao je sastav "najpopularnijom grupom bez ugovora na svijetu". Privatna je tvrtka Terra Firma 2007. godine kupila EMI za 6,4 milijardi dolara (4,7 milijardi funti). Radiohead je kritizirao novi menadžment i nije potpisao novi ugovor. The Independent je izvijestio da je EMI Radioheadu ponudio tri milijuna funti predujma, ali da se odbio odreći prava na prethodne uratke skupine; glasnogovornik EMI-ja izjavio je da je Radiohead "tražio iznimnu svotu novca". Yorke i Radioheadov menadžment negirali su da je grupa tražila veći predujam i komentirali da su htjeli imati kontrolu nad svojim prethodnim uradcima.
Nakon turneje za Hail to the Thief članovi Radioheada pauzirali su rad skupine kako bi proveli vrijeme sa svojim obiteljima i radili na sporednim projektima. Yorke i Jonny Greenwood doprinijeli su singlu "Do They Know It's Christmas?" skupine Band Aid 20, a njegov je producent bio Godrich. Greenwood je skladao filmsku glazbu za filmove Bodysong (iz 2003.) i Bit će krvi (iz 2007.); potonji je označio prvu od nekolicine suradnji Greenwooda s redateljem Paulom Thomasom Andersonom. Yorke je u srpnju 2006. objavio svoj album prvijenac, The Eraser, koji se uglavnom sastojao od elektroničke glazbe. Rekao je Pitchforku: "U sastavu sam još otkako smo napustili školu i nikad se nisam usudio napraviti išta samostalno ... Bilo je to 'čovječe, moram otkriti kakav je to osjećaj'"

### 2004. – 2009.:In Rainbowsi "plati onoliko koliko želiš"
Radiohead je počeo raditi na svojem sedmom albumu u veljači 2005. bez ugovora s diskografskom kućom. Kako bi "izašao iz zone udobnosti" odlučio je ne surađivati s Godrichem te je unajmio producenta Spikea Stenta. Suradnja sa Stentom nije bila uspješna i završila je u travnju 2006. godine. U rujnu 2005. godine Radiohead je snimio "I Want None of This", klavirističku tužaljku, za novi album  Help!: A Day in the Life dobrotvorne udruge War Child. Album se prodavao preko interneta, a "I Want None of This" najviše se preuzimala od svih skladbi iako nije bila objavljena kao singl. Krajem 2006., nakon što je s novim materijalom dovršio turneju u Europi i Sjevernoj Americi, sastav je ponovno unajmio Godricha i nastavio rad u Londonu, Oxfordu i seoskom Somersetu. Snimanje je bilo dovršeno u lipnju 2007. godine te su snimke bile masterirane sljedeći mjesec.
Radioheadov sedmi album, In Rainbows, bio je objavljen na internetskoj stranici skupine u listopadu 2007. u inačici za preuzimanje koju su kupci mogli platiti koliko su željeli, s time da su mogli platiti i 0 funti. Prekretnička pay-what-you-want objava, prva za veću grupu, pojavila se na naslovnicama diljem svijeta i započela raspravu o posljedicama koje će takva strategija imati na glazbenu industriju. Prema časopisu Mojo objava albuma je "revolucionirala način na koji veće skupine prodaju svoju glazbu", a reakcija medija bila je "gotovo posve pozitivna"; Time je album nazvao "najvažnijim uratkom u nedavnoj povijesti glazbenog biznisa". Međutim, tu su strategiju kritizirali neki glazbenici, kao što su Lily Allen i Kim Gordon, koji su smatrali da takav čin oslabljuje manje poznate izvođače.
In Rainbows na dan je objave bio preuzet oko 1,2 milijuna puta, ali Radioheadov menadžment nije objavio točan broj prodaja, izjavljujući da je takva distribucija trebala pojačati kasniju prodaju albuma u maloprodaji. Colin Greenwood objasnio je da je objava preko interneta bila način za izbjegavanje "reguliranih popisa za reprodukciju" i "oskudnih formata" radiostanica i TV-a kako bi obožavatelji širom svijeta zajedno mogli istovremeno iskusiti glazbu te kako bi se na vrijeme zaustavile neslužbene objave albuma preko interneta prije objave albuma u materijalnom obliku. O'Brien je komentirao da je strategija samostalne objave prodala manje albuma, ali je skupini zaradila više novca jer nije bilo posrednika. Posebna "discbox" inačica In Rainbowsa, koja je sadržavala nosač zvuka na gramofonskoj ploči, knjigu ilustracija i CD bonus pjesama, također se prodavala na Radioheadovoj stranici i dostavljala krajem 2007. godine.
In Rainbows u materijalnom je obliku u Ujedinjenom Kraljevstvu krajem prosinca 2007. godine objavio XL Recordings, a u SAD-u u siječnju 2008. godine TBD Records te se našao na prvom mjestu ljestvica u Ujedinjenom Kraljevstvu i SAD-u. Prodaja albuma u maloprodaji u SAD-u – nakon što je mjesecima bila legalno dostupna za besplatno preuzimanje – omogućila je Radioheadu najviši uspjeh na ljestvicama u toj državi od albuma Kid A. Postao je njegov peti album koji se našao na prvom mjestu britanskih ljestvica te je u godini dana bio prodan u više od tri milijuna primjeraka. Album je dobio podršku kritičara zbog pristupačnijeg zvuka i intimnijih tekstova pjesama. Bio je nominiran za nagradu Mercury i osvojio je nagradu Grammy za najbolji album alternativne glazbe 2009. godine. Produkcijski je tim osvojio Grammy za najbolje pakiranje posebne ograničene inačice, a Radiohead je po treći put bio nominiran za Grammy za album godine. Uz tri ostale nominacije koje je skupina dobila, Godricheva produkcija i glazbeni za "House of Cards" isto su bili nominirani za nagradu. Yorke i Jonny Greenwood izveli su pjesmu "15 Step" s University of Southern California Marching Bandom na dodjeli nagrada čiji je prijenos bio na televiziji.
Radiohead je objavio nekolicinu singlova s In Rainbowsa: "Jigsaw Falling into Place" u siječnju 2008. i "Nude", koja je debitirala na 37. mjestu ljestvice Billboard Hot 100 i postala prva Radioheadova pjesma koja se našla na toj ljestvici od "High and Drya" iz 1995. te njegov prvi hit koji se našao u top 40 u SAD-u od "Creepa". U srpnju je objavio digitalno snimljeni spot za "House of Cards". "House of Cards", uz "Bodysnatchers", također je bila objavljena kao singl na radiju. U rujnu je skupina najavila četvrti singl, "Reckoner", i natjecanje u remiksanju slično onome koje je bilo organizirano za "Nude". Radiohead je u travnju 2008. pokrenuo W.A.S.T.E. Central, društvenu mrežu za obožavatelje grupe. U svibnju je VH1 prikazao In Rainbows – From the Basement, posebnu epizodu glazbene televizijske emisije From the Basement u kojoj je Radiohead odsvirao pjesme s In Rainbowsa. Bila je objavljena na iTunesu u lipnju.
EMI je u lipnju 2008. godine objavio Radiohead: The Best Of, kompilaciju najvećih hitova skupine. Nastala je u Radioheadovoj odsutnosti te sadrži samo pjesme koje su bile snimljene dok je skupina imala ugovor s EMI-jem. Yorke je kritizirao objavu te izjavio: "To je bila propuštena prilika jer, da smo mi bili iza toga i htjeli to napraviti, možda bi to bilo i dobro." EMI je u kolovozu 2008. ponovno objavio "posebne inačice" prethodnog Radioheadovog rada kao dio svojeg serijala "From the Capitol Vaults". Radiohead je od sredine 2008. do početka 2009. bio na turneji u Sjevernoj Americi, Europi, Japanu i Južnoj Americi kako bi podržao  In Rainbows te je bio glavni izvođač na festivalima Reading and Leeds Festivals u kolovozu 2009.

### 2009. – 2012.: Singlovi, sporedni projekti iThe King of Limbs
Kako su krajem desetljeća društveni mediji počeli rasti, Radiohead je postepeno počeo biti sve manje prisutan u javnosti te nije nudio nikakve promotivne intervjue niti je odlazio na turneje kako bi podržao novoobjavljene uratke. Pitchfork je napisao da je u to vrijeme Radioheadova "popularnost počela sve više biti oslobođena tipičnih formalnosti promidžbe albuma, stavljajući ga na istu razinu na kojoj su se nalazili Beyoncé i Kanye West". Radiohead je u svibnju 2009. započeo snimati novi album s Godrichem. U kolovozu je objavio "Harry Patch (In Memory Of)", pjesmu posvećenu Harryju Patchu, posljednjem preživjelom britanskom vojniku koji se borio u Prvom svjetskom ratu, a sva je zarada bila donirana British Legionu. Pjesma ne sadrži uobičajenu rock instrumentaciju, već Yorkeove vokale i aranžman za gudački orkestar koji je skladao Jonny Greenwood. Kasnije je istog mjeseca još jedna nova pjesma, "These Are My Twisted Words", koja je sadržavala bubnjanje i sviranje gitara u stilu krautrocka, bila neslužbeno objavljena preko torrenta, a vjerojatno ju je objavio sam Radiohead. Sljedeći je tjedan bila objavljena u inačici za besplatno preuzimanje na Radioheadovoj stranici. Komentatori su pretpostavili kako su navedene objave bile dio nove Radioheadove nepredvidljive strategije kojoj nisu bile potrebne tradicionalne marketinške kampanje.
Te je godine Yorke osnovao grupu Atoms for Peace kako bi mogao svirati The Eraser uživo, a osnovao ju je s glazbenicima kao što su Godrich i Flea, basist Red Hot Chili Peppersa; skupina je 2010. godine održala osam koncerata u Sjevernoj Americi. Radiohead je u siječnju 2010. održao svoj jedini cjeloviti koncert u Henry Fonda Theateru u Los Angelesu kako bi pripomogao Oxfamu. Ulaznice su se prodavale na aukciji te su uspjele zaraditi preko pola milijuna dolara za NGO-ovu pomoć unesrećenima u potresu na Haitiju. Radiohead je u rujnu 2010. objavio bootleg svojeg nastupa u Pragu koji se održao 2009. godine kako bi se mogao koristiti u obožavateljskom koncertnom videozapisu Live in Praha. U prosincu je obožavateljski videozapis Radioheadovog nastupa za dobrotvornu organizaciju Oxfam, Radiohead for Haiti, bio objavljen na YouTubeu i torrentima uz Radioheadovu podršku i "pay-what-you-want" poveznicu kako bi se moglo donirati Oxfam. Videozapisi su bili opisani kao primjeri otvorenosti skupine prema obožavateljima i pozitivnog pogleda na nekomercijalnu internetsku distribuciju. Yorke i Jonny Greenwood su u lipnju 2010. održali iznenadni koncert na glastonburyjskom festivalu, svirajući Radioheadove skladbe i pjesme s Erasera. Selway je 30. kolovoza objavio svoj debitantski samostalni album, Familial.
Radiohead je dovršio snimanje svojeg osmog albuma, The King of Limbs, u siječnju 2011. godine. Nakon dugotrajnog snimanja i konvencionalnije rock instrumentacije na In Rainbowsu, Radiohead je snimio The King of Limbs pomoću sempliranja i loopanja svojih snimki uz turntablese'. Radiohead je najavio album na Valentinovo i objavio ga 18. veljače 2011. u inačici za preuzimanje na svojoj web-stranici. Inačice albuma na CD-u i gramofonskoj ploči pojavile su se u maloprodaji u ožujku, a posebna "novinska" inačica albuma bila je objavljena u svibnju. The King of Limbs na Radioheadovoj je stranici bio prodan u oko 300,000 do 400,000 primjeraka; maloprodajna inačica debitirala je na šestom mjestu američke ljestvice Billboard 200 i sedmom mjestu britanske ljestvice albuma. Bio je nominiran u pet kategorija na 54. dodjeli nagrada Grammy. Dvije pjesme koje se nisu pojavile na  The King of Limbsu, "Supercollider" i "The Butcher", bile su objavljene 16. travnja 2011. kao singl s dvostrukom A-stranom na dan prodavaonica albuma. Kompilacija remikseva pjesama s The King of Limbsa koje su izradili različiti glazbenici, TKOL RMX 1234567, bila je objavljena u rujnu 2011 godine.
Kako bi izveo ritmički složen materijal s The King of Limbs uživo, Radioheadu se priključio drugi bubnjar, Clive Deamer, koji je radio s Portisheadom i Get the Blessingom. S Deamerom Radiohead je snimio videozapis The King of Limbs: Live from the Basement, koji je bio objavljen na internetu u kolovozu 2011. Prikazivali su ga i međunarodni BBC-jevi kanali te je bio objavljen na DVD-u i Blu-rayu u siječnju 2012. godine. Tijekom izvedbe skupina je odsvirala dvije nove pjesme, "The Daily Mail" i "Staircase", koje su 19. prosinca 2011. bile objavljene na internetu kao singl s dvostrukom A-stranom. Deamer se pridružio Radioheadu na naknadnim turnejama. Radiohead je 24. lipnja održao iznenadni koncert na pozornici Park na glastonburyjskom festivalu iz 2011. godine, prvi put svirajući pjesme s The King of Limbsa. U rujnu je održao dva koncerta u Roseland Ballroomu u New York Cityju te se pojavio u američkim televizijskim emisijama među kojima su i jednosatna posebna epizoda The Colbert Reporta te premijerna epizoda nove sezone Saturday Night Livea. U veljači 2012. započeo je svoju prvu produženu sjevernoameričku turneju u četiri godine, nastupajući u SAD-u, Kanadi i Meksiku. Na turneji je snimio materijal u studiju Third Man Records Jacka Whitea, ali je kasnije odbacio snimke.
Dana 16. lipnja 2012., sat vremena prije nego što su se vrata trebala otvoriti u torontskom Downsview Parku za posljednji koncert Radioheadove sjevernoameričke turneje, urušio se krov privremene pozornice, ubio tehničara bubnjeva Scotta Johnsona i ozlijedio tri Radioheadova roadieja. Nakon što je ponovno odredio datume koncerata na turneji Radiohead je odao počast Johnsonu na svojem sljedećem koncertu u Nîmesu, Francuskoj, koji se održao u srpnju. Live Nation Canada Inc, dvije druge organizacije i inženjer bili su optuženi za 13 prekršaja po ontarijskom zakonu o zdravlju i sigurnosti u lipnju 2013. godine. U rujnu 2017. godine, nakon nekoliko odgoda, slučaj je bio odbačen zbog Jordanovog rješenja, koje određuje stroga pravila o trajanju suđenja. Radiohead je objavio izjavu u kojoj je osudio odluku.

### 2012. – 2014.: Pauza u radu, dodatni samostalni rad i pristupanje XL-u
U rujnu 2012. godine Universal Music Group kupio je EMI, Radioheadovu diskografsku kuću do 2003. godine. Europska komisija odobrila je čin pod uvjetom da se Universal Music liši moći nad EMI-jevom diskografskom kućom Parlophone, koja je kontrolirala Radioheadove albume snimljene dok je grupa imala ugovor s EMI-jem. Warner Music Group kupio je Parlophone i Radioheadove ranije albume u veljači 2013. godine. Kao uvjet kupnje WMG se dogovorio s Merlin Networkom i trgovinskom grupom Impala da se liši moći nad 30% Parlophoneovih kataloga i da ih nezavisnim diskografskim kućama uz pristanak glazbenika. Radiohead je u listopadu 2015. godine tužio Parlophone za odbitke koji su nastali preuzimanjem albuma skupine. Kao rezultat nagodbe s Impalom, WMG je u travnju 2016. prenio Radioheadove prethodne uratke XL Recordingsu, koji je objavio materijalne inačice In Rainbowsa, The King of Limbsa i većinu Yorkeovog samostalnog materijala. Radiohead: The Best Of i "posebne inačice" Radioheadovih albuma, koje je EMI 2008. godine objavio bez Radioheadovog dopuštenja, bili su maknuti sa streaming platformi. XL je u svibnju 2016. ponovno objavio Radioheadove prethodne albume na gramofonskoj ploči.
Nakon turneje King of Limbs, tijekom koje je Radiohead izveo nekoliko novih pjesama, sastav je ponovo pauzirao svoj rad i članovi su počeli raditi na sporednim projektima. Yorkeova i Godricheva skupina Atoms for Peace u veljači je 2013. objavio studijski album Amok. Par se te godine pojavio na raznim naslovnicama jer je kritizirao Spotify, besplatnu glazbenu streaming stranicu; Yorke je izjavio da Spotify pomaže samo velikim diskografskim kućama s velikim brojem albuma te je potaknuo izvođače da radije uspostave svoje vlastite "direktne veze" s publikom. Radiohead je u veljači 2014. objavio aplikaciju Polyfauna za pametne mobitele, rezultat suradnje s britanskim studijem digitalne umjetnosti Universal Everything; aplikacija se služila glazbom i slikama s albuma The King of Limbs.
Yorke i Selway poimence su objavili svoje druge samostalne albume, Tomorrow's Modern Boxes i Weatherhouse, u rujnu i listopadu 2014. godine, a Jonny Greenwood po treći je put skladao filmsku glazbu za film Paula Thomasa Andersona, ovaj put za film Skrivena mana; sadrži novu inačicu neobjavljene Radioheadove pjesme, "Spooks", koju su izveli Greenwood i članovi Supergrassa. Yorke je 2015. godine skladao glazbeno djelo Subterranea za The Panic Office, izložbu Radioheadovih ilustracija u Sydneyju, Australiji. Iste je godine bio objavljen Junun, album na kojem su surađivali Greenwood, Godrich, izraelski skladatelj Shye Ben Tzur i indijski glazbenici, koji je popratio istoimeni dokumentarni film koji je režirao Anderson.

### 2014. – danas:A Moon Shaped PooliOKNOTOK 1997 2017
Radiohead je započeo raditi na devetom studijskom albumu u rujnu 2014. godine, ponovo uz Godricha na mjestu producenta. Nastavio je s radom 2015. godine u studiju La Fabrique u blizini Saint-Rémy-de-Provencea, Francuskoj. Sesije je narušila smrt Godricheva oca i Yorkeov rastanak od supruge Rachel Owen, koja je umrla od raka nekoliko mjeseci nakon dovršetka albuma. Na Božić 2015. Radiohead je na SoundCloudu, stranici za streamanje glazbe, objavio novu pjesmu, "Spectre"; bila je naručena za film Jamesa Bonda iz 2015., Spectre, ali su ju producenti odbacili jer je bila "premračna".

Radiohead je 1. svibnja 2016. izbrisao sav sadržaj na svojoj web-stranici i profilima na društvenim mrežama te ga zamijenio praznim slikama. Dva je dana kasnije objavio "Burn the Witch", glavni singl s njegovog nadolazećeg albuma koji je popratio glazbeni spot animiran stop-animacijom. Nakon njega bila je objavljena pjesma "Daydreaming", a njezin je glazbeni spot režirao Paul Thomas Anderson. Radioheadov deveti studijski album, A Moon Shaped Pool, bio je objavljen 8. svibnja 2016. na njegovoj web-stranici i internetskim glazbenim trgovinama, dok je materijalne inačice 17. lipnja objavio XL Recordings. Sadrži nekoliko pjesama koje su bile pisane nekoliko godina ranije, uključujući "True Love Waits", na kojoj su bili prisutni gudači, zborski vokali i dodatne udaraljke kojima se koristio Deamer. Album je na Spotifyu bio objavljen tek šest tjedana kasnije; In Rainbows, jedini preostali Radioheadov album koji prethodno nije bio na Spotifyu, na njemu se pojavio 10. lipnja. 
A Moon Shaped Pool bio je šesti Radioheadov album koji se našao na prvom mjestu ljestvica u Ujedinjenom Kraljevstvu te se našao na trećem mjestu u SAD-u. Bio je peti Radioheadov album koji je bio nominiran za nagradu Mercury Prize, čineći Radiohead grupom koja je najviše puta bila u užem izboru u povijesti nagrade te je bio nominiran za nagradu Grammy za najbolji album alternativne glazbe i najbolju rock pjesmu (za "Burn the Witch") na 59. dodjeli nagrada Grammy. Pojavio se na popisima najboljih albuma godine u nekolicini časopisa.
Radiohead je 2016., 2017. i 2018. bio na turneji u Europi, Japanu te Sjevernoj i Južnoj Americi kako bi podržao A Moon Shaped Pool, a pojavio se i kao glavni izvođač na festivalu Coachella i glastonburyjskom festivalu. Tijekom turneje sastav je 19. srpnja 2017. održao koncert u Tel Avivu, zanemarujući kampanju BDS za međunarodni kulturni bojkot Izraela. Nastup su kritizirali umjetnici poput glazbenika Rogera Watersa i redatelja Kena Loacha, a peticiju koja bi natjerala Radiohead da otkaže nastup potpisalo je više od pedeset poznatih osoba. Yorke je izjavio: "Sviranje u državi nije isto što i podržavanje vlade. Glazba, umjetnost i akademska zajednica trebale bi prelaziti granice, a ne graditi ih, biti o otvorenim umovima, a ne zatvorenim, o dijeljenoj ljudskosti, dijalogu i slobodi izražavanja."
Radiohead je u lipnju 2017. najavio reizdanje OK Computera za njegovu dvadesetu godišnjicu pod imenom OKNOTOK 1997 2017, koje je sadržavalo remasteriranu inačicu albuma, B-strane i tri prethodno neobjavljene pjesme: "I Promise", "Man of War" i "Lift". Radiohead je podržao reizdanje glazbenim spotovima za tri nove skladbe. OKNOTOK je debitirao na drugom mjestu britanske ljestvice albuma, taj je položaj pojačao Radioheadov nastup u Glastonburyju koji se prenosio na televiziji taj tjedan te se našao na 23. mjestu američke ljestvice Billboard 200.
Yorke i Jonny Greenwood 20. su kolovoza 2017. održali humanitarni koncert u Marki, Italiji, nakon potresa u središnjoj Italiji koji se dogodio taj mjesec. U rujnu je premijerno prikazan Blue Planet II, dokumentarni serijal o prirodi, na kojem je skladatelj Hans Zimmer izradio novu inačicu skladbe "Bloom" s The King of Limbsa. U listopadu je Radiohead bio nominiran za uvrštavanje u Rock and Roll Hall of Fame u svojoj prvoj godini kvalifikacije. Isti je mjesec Selway objavio svoj treći samostalni uradak, filmsku glazbu za film Let Me Go. Jonny Greenwood je 2018. godine skladao filmsku glazbu za svoj drugi film s Lynne Ramsay, You Were Never Really Here, te je bio nominiran za Oscar za najbolju originalnu glazbu za svoju petu suradnju s Andersonom, Fantomska nit. Yorke će u listopadu 2018. objaviti svoju prvu filmsku glazbu, za film Suspiria.

## Stil i skladanje pjesama
Među Radioheadovim najranijim utjecajima su Queen, Pink Floyd i Elvis Costello, post-punk grupe poput Joy Divisiona, Siouxsie and the Bansheesa i Magazinea, a posebno alternativne rock skupine kao što su U2, R.E.M., Pixies, the Smiths i Sonic Youth.
Sredinom 1990-ih Radiohead se počeo koristiti snimateljskim metodama hip hopa, nadahnut radom sempliranja DJ Shadowa, te se počeo zanimati za računalno proizvođenje zvukova. Među drugim se utjecajima nalazi džez Milesa Davisa, Charlesa Mingusa i Alice Coltrane, filmska glazba Ennieja Morriconea, rock sastavi iz 1960-ih kao što su the Beatles i the Beach Boys te produkcijska tehnika "Zvučnog zida" Phila Spectora.
Elektronička glazba na albumima Kid A i Amnesiac bila je nadahnuta Yorkeovom ljubavlju prema elektroničkoj glazbi koju su oprimjerili umjetnici diskografske kuće Warp Records kao što je Aphex Twin; Yorke je 2013. izjavio da je Aphex Twin na njega imao najveći utjecaj. Album također semplira ranu računalnu glazbu. Džez Charlesa Mingusa, Alice Coltrane i Milesa Davisa te krautrock sastavi poput Cana i Neu!-a bili su drugi veliki utjecaji u to vrijeme. Zanimanje Jonnyja Greenwooda za klasičnu glazbu iz 20. stoljeća također je igralo ulogu te je utjecaj skladatelja Krzysztofa Pendereckog i Oliviera Messiaena bio vidljiv; od snimanja Kid A-a Greenwood svirao je ondes Martenot, rani elektronički instrument koji je Messiaen popularizirao.
Tijekom snimanja In Rainbowsa Radiohead je komentirao da su mu utjecaji bili glazbenici rock, elektroničke, hip hop i eksperimentalne glazbe te je među njima nabrojio Björk, M.I.A-u, Liars, Modeselektor i Spank Rock. Yorke je 2011. negirao da je Radiohead namjerno išao mijenjati glazbene stilove ili stvarati "eksperimentalnu glazbu", izjavivši da sastav "stalno upija glazbu" i da raznoliki glazbenici uvijek utječu na njegov rad. Bubnjar Clive Deamer, koji od 2011. snima i svira s Radioheadom, izjavio je da se Radiohead ne vidi kao rock sastav i da njegova metodologija ima više sličnosti s džezom: “Namjerno pokušava izbjeći klišejizirane i standardne oblike kako bi pjesma bila bolja ... Rock grupe to ne čine. To je sličnije džezističkom mentalitetu."
Yorke je glavni Radioheadov skladatelj i tekstopisac; pjesme uglavnom započinju Yorkeovom skicom koju Jonny Greenwood harmonijski razvije prije nego što ostatak sastava razvije svoje dijelove. Aranžman je grupni čin, svi članovi skupine imaju svoju ulogu u procesu; sve pjesme pripisuju se "Radioheadu". Grupa često isprobava nekoliko pristupa pjesmi; primjerice, "Nude" je prvi put bila odsvirana tijekom 1990-ih, ali nije bila objavljena sve do 2007. u radikalno drugačijem aranžmanu. Također, sastavu je bilo potrebno više od dva desetljeća da se dogovori oko aranžmana za "True Love Waits", koja je bila objavljena 2016. godine. Jonny Greenwood je 2017. rekao da vidi Radiohead "samo kao vrstu aranžmana za oblikovanje pjesama koji se koristi bilo kakvom tehnologijom koja pridonosi pjesmi. A ta tehnologija može biti violončelo ili može biti laptop. Kad se na ispravan način sve to sagleda, sve je to vrsta strojeva."
Sesije za Kid A i Amnesiac donijele su promjenu u Radioheadovoj glazbi i metodama rada. Od njegove promjene iz uobičajene instrumentacije rock glazbe prema naglasku na elektroničkom zvuku članovi su postali fleksibilni i danas često izmjenjuju glazbala ovisno o potrebama određene pjesme. Na Kid A-u i Amnesiacu Yorke je svirao klavijature i bas-gitaru, Jonny Greenwood često je svirao ondes Martenot, basist Colin Greenwood radio je na sempliranju, a O'Brien i Selway okrenuli su se bubnjarskim strojevima i digitalnoj manipulaciji, nalazeći načine na koje svoje glavne instrumente – poimence gitaru i udaraljke – mogu uvrstiti u novi zvuk. Opuštene sesije za Hail to the Thief iz 2003. godine dovele su do drugačije dinamike te je Yorke priznao da je njegova moć u grupi bila "u potpunoj neravnoteži" i da bi "podčinio moć svih drugih na bilo koji način. Ali ... demokracijski, sad je puno zdravije."

## Suradnici
Producent Nigel Godrich postao je popularan zbog svoje suradnje s Radioheadom, radeći kao inženjer zvuka na The Bendsu i kao producent skupine na svakom albumu od tada. Neslužbeno je nazvan "šestim članom" skupine, kao što je George Martin bio nazvan "Petim Beatleom". Godrich je 2016. o suradnji rekao: "Ne postoji grupa s kojom sam toliko mnogo godina radio kao što je Radiohead. To je vrlo duboka veza. The Beatlesi su mogli imati samo jednog Georgea Martina; nisu mogli promijeniti producenta usred svoje karijere. Sav taj rad, povjerenje i znanje o svakome bilo bi bačeno u vjetar i trebali bi početi iznova."
Likovni umjetnik Stanley Donwood upoznao je Yorkea kad su obojica bili studenti umjetnosti te je s Yorkeom zaslužan za sve Radioheadove naslovnice albuma i ilustracije od 1994. godine. Donwood radi u studiju sa skupinom dok ona snima, dopuštajući da glazba utječe na ilustracije. On i Yorke 2002. godine su osvojili Grammy za najbolji omot albuma za posebnu inačicu Amnesiaca koja je bila objavljena u inačici knjige iz knjižnice.
Dilly Gent naručivao je sve Radioheadove glazbene spotove od OK Computera, radeći sa sastavom kako bi pronašao redatelje. Andi Watson zaslužan je za svjetla i ukrase na pozornici od Radioheadovog osnutka, dizajnira vizualni dio koncerata kao što je "LED šuma" koja ne emitira stakleničke plinove u vrijeme turneje In Rainbows. Tehničar Peter "Plank" Clements radi s Radioheadom još od vremena prije The Bendsa, rukovodi postavom njegovih glazbala za snimanja u studiju i koncertne nastupe. Bubnjar Clive Deamer bio je izabran 2011. godine kako bi pomogao izvesti složene ritme na albumu The King of Limbs te nastupa i snima s Radioheadom do dan danas.

## Članovi sastava
- Thom Yorke – vokali, gitara, klavir, klavijature
- Jonny Greenwood – gitara, klavijature, programiranje, ondes Martenot, analogni sintesajzer, orkestralni aranžman
- Colin Greenwood – bas-gitara
- Ed O'Brien – gitara, efekti, prateći vokali
- Philip Selway – bubnjevi, udaraljke

### Dodatni koncertni članovi
- Clive Deamer – bubnjevi, udaraljke (2011.–danas)

## Diskografija
Studijski albumi
- Pablo Honey (1993.)
- The Bends (1995.)
- OK Computer (1997.)
- Kid A (2000.)
- Amnesiac (2001.)
- Hail to the Thief (2003.)
- In Rainbows (2007.)
- The King of Limbs (2011.)
- A Moon Shaped Pool (2016.)